# HARKing
HARKing (od ang. hypothesizing after results are known, tworzenie hipotez po poznaniu wyników) – błąd metodologiczny we wnioskowaniu statystycznym, polegający na przedstawianiu istotnych statystycznie wyników niezaplanowanych porównań jako trafnie przewidziane a priori hipotezy badawcze. Pojęcie zaproponował Kerr w 1998 r.
Poprawnym postępowaniem metodologicznym jest zaznaczenie eksploracyjnego charakteru odpowiednich testów, co sygnalizuje czytelnikom, że uzyskane wyniki zostały wykryte przypadkiem, i wymagają konfirmacji. HARKing powoduje zawyżenie częstości błędu pierwszego rodzaju (wyników fałszywie pozytywnych) w literaturze, i zaburza takie miary jakości nauki jak wartość predykcyjna dodatnia. Może być traktowany jako rodzaj P-hackingu – nierzetelnego wnioskowania statystycznego. 
Metodą zapobiegania takim błędom jest m.in. prerejestracja planu badania, replikacja badań i respektowanie wartości analiz pilotażowych i eksploracyjnych na równi z badaniami konfirmacyjnymi w ocenie pracy naukowej.
Badania ankietowe i przeglądowe wskazują, że błędy tego typu są często popełniane. W polskim badaniu sondażowym wśród studentów psychologii, Zdybek, Walczak i Zdybek stwierdzili, że większość respondentów nie dostrzegała niczego złego w tego rodzaju postępowaniu.